# Nuku Hiva
Nuku Hiva, également dénommée Nuka Hiva ou île Marchand, est une île située dans l’archipel des Marquises en Polynésie française. L'île est le chef-lieu des Marquises ainsi que celui de la commune de Nuku-Hiva.

## Géographie
Nuku Hiva est la plus grande île de l'archipel des Marquises tant par sa superficie de 387 km2 que par sa population de 3 120 habitants en 2017. Tout comme le reste de l'archipel, Nuku Hiva est une île volcanique formée par la crête émergée de volcans éteints depuis deux millions d'années. Son relief est constitué de pics de basalte hauts d'une centaine de mètres. Son point culminant est le mont Tekao s'élevant à 1 224 m.
Le principal village de l'île est Taiohae, situé au fond de la baie homonyme, au sein de la province traditionnelle de Te I'i. Dans la baie du Contrôleur se trouve le village de Taipivai (en), principal village de la province traditionnelle de Tai Pi.

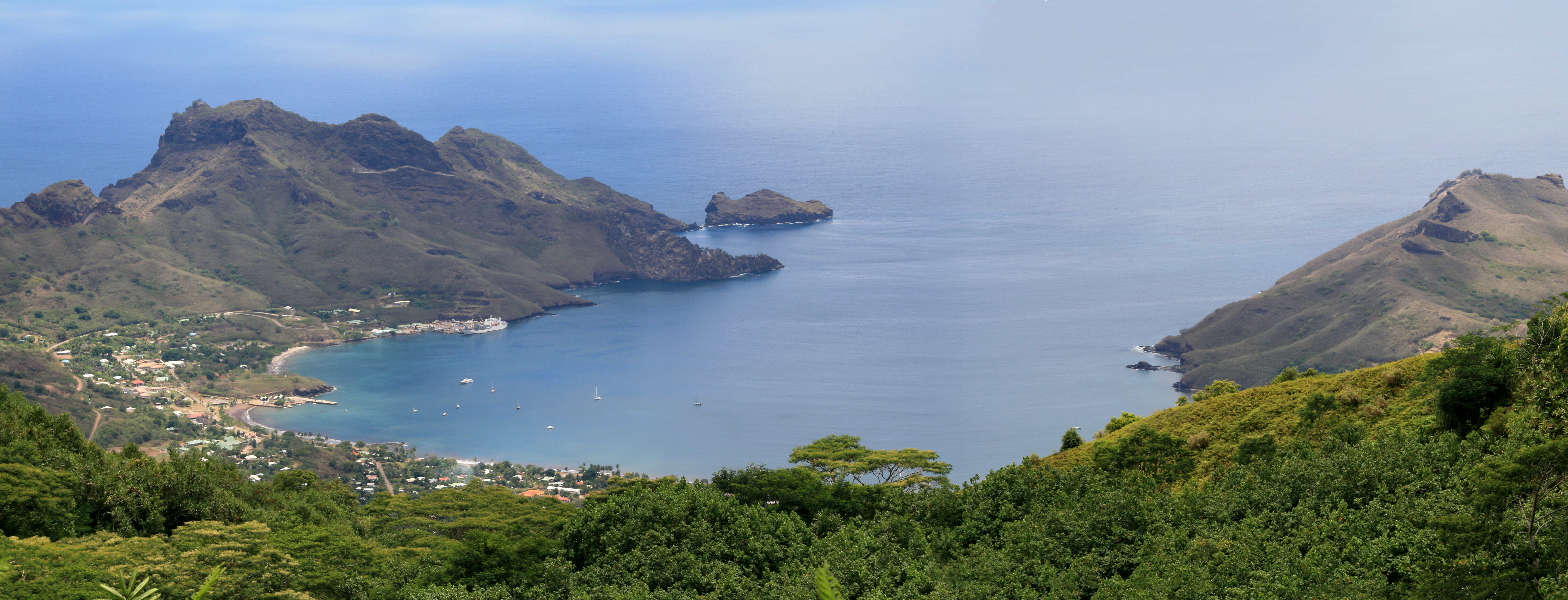
La baie de Taiohae.

## Histoire

### Peuplement polynésien et découverte par les Européens

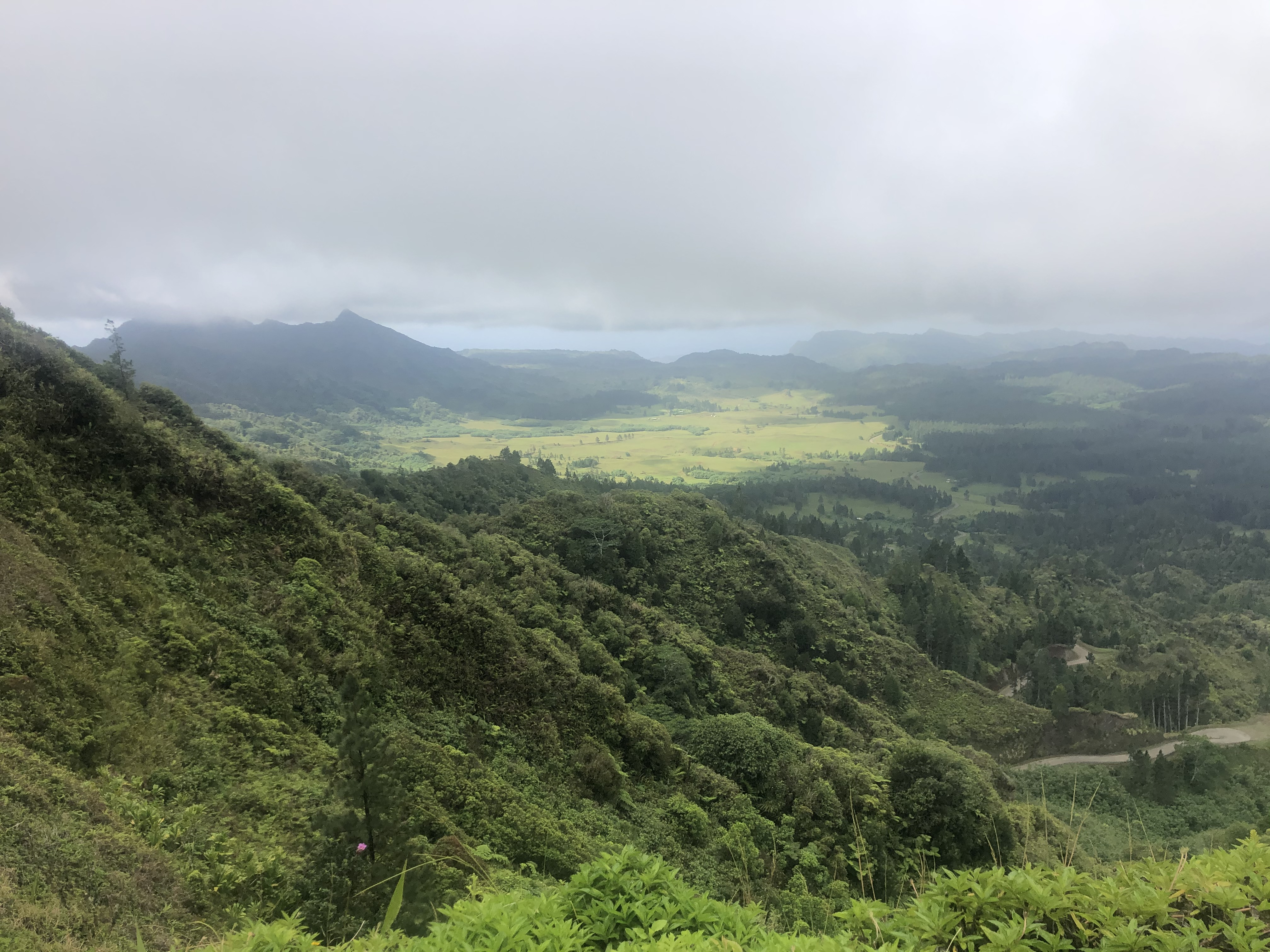
Vue panoramique.

Robert C. Suggs a montré à partir de recherches archéologiques menées en 1956 et 1957, appuyées par des datations au carbone 14, que les premiers habitants connus sont un groupe important et organisé de Polynésiens occidentaux arrivés sur la côte orientale de l'île vers le deuxième siècle avant l'ère chrétienne, ce qui s'accorde bien avec des traditions qui feraient venir les Marquisiens des îles Tonga.
D'après la tradition orale, Hotu Matu'a, premier roi de l'île de Pâques, serait venu de Nuku Hiva (ou d'Hiva Oa), après avoir d'abord envoyé sept Praos en éclaireurs dans tous les azimuts, pour trouver de nouvelles terres. Des éléments archéologiques et des traits culturels communs font en effet penser que l'île de Pâques a pu être colonisée par des navigateurs venus des îles Marquises au cours du premier millénaire de notre ère.
Le premier occidental à avoir découvert Nuku Hiva est l'Américain Joseph Ingraham, le 19 avril 1791, suivi deux mois plus tard par le Français Étienne Marchand et en 1792 par Richard Hergest qui la nomme îles Sir Henry Martin.
En 1813, lors de la guerre anglo-américaine de 1812, l'Américain David Porter s’établit à Nuku Hiva. Il nomme l’île « Madison Island », en l’honneur du président américain James Madison et construit un fort. Il tente de prendre possession de l’île au nom des États-Unis, mais se heurte à la résistance de la tribu des Taïpi. Malgré plusieurs villages incendiés et des luttes tribales, il ne peut y parvenir. Il quitte l’île le 12 décembre avec ses prises de guerre, en direction du port neutre de Valparaíso.
En juin 1835, l'aventurier français Charles de Thierry, qui vient de se proclamer roi de Nouvelle-Zélande, est de passage aux Marquises. Il annexe l'île de Nuku Hiva pour son royaume. Il y donne un drapeau azur et cramoisi, des armoiries et se déclare le roi Charles Ier. Il continue ensuite son voyage vers Tahiti, puis la Nouvelle-Zélande. En 1843, Charles de Thierry, lors de l'annexion des Marquises par la France, tente de faire valoir ses droits et demande sans succès une indemnité.

### Lieu de déportation
La loi du 8 juin 1850 sur la déportation politique choisit Nuka Hiva comme lieu de « déportation simple », qui est appliqué dans « les cas prévus par les articles 86, 96 et 97 du Code pénal de 1810 », qui concernent :
- l’attentat contre la vie ou la personne de l’Empereur, puis par extension, le Roi et dans ce cas le Président de la République ;
- le cas où cet attentat serait commis par une bande (article 96) ;
- enfin l’article 97 réprime les attentats commis par les bandes armées contre la sûreté de l’État[6].

Le pénitencier de Taiohae y a reçu certains opposants républicains à Napoléon III : les chefs du complot de Lyon (1850) (Alphonse Gent (1813-1894), Albert Ode (1811-1868), et Louis Langomazino (1820-1885)) y sont les premiers déportés politiques français.

## Démographie

Démographie de Nuku Hiva depuis 1971.

Nuku Hiva est l'île la plus peuplée de l’archipel. En 2012, elle comptait 2 966 habitants, dont 2 132 dans la commune associée de Taiohae, 464 dans celle de Taipivai (es) et 370 dans celle de Hatiheu (es).
Les habitants parlent la langue marquisienne du nord et le français.

## Économie
L'activité économique principale de l'île est liée au tourisme qui s'est développé avec la création de l'aérodrome de Nuku Hiva.
L'aterrage du câble sous-marin Natitua et sa mise en service en décembre 2018 permet à Nuku Hiva d'être relié à Tahiti et à l'internet mondial à haut-débit.

## Nuku Hiva et la littérature
Nuku Hiva a été visité par de nombreux artistes, notamment des écrivains, qui ont fait mention de leur expérience sur cette île.
En mars 1798, Joseph Kabris, matelot bordelais, débarque dans l'ile, se fait adopter par les indigènes et tatouer sur tout le corps pour marquer son appartenance à la tribu. Embarqué sur un bateau russe de passage dans l'ile, il est ensuite présenté dans les cours d'Europe comme objet de curiosité.
En mai 1804, le capitaine Johann Adam von Krusenstern, qui effectue un voyage autour du monde, débarque dans l'ile. Il y rencontre l'anglais Roberts (aussi nommé Robarts) et le français Kabris (nommé Cabri) qui lui servent de guides et d’interprètes. C'est Krusenstern et le naturaliste de l'expédition, Georg Heinrich von Langsdorff, qui décrivent leur séjour et ramènent Kabris en Europe.
L'écrivain américain Herman Melville, s'enrôle à la fin de décembre 1840 à Fairhaven à bord du baleinier Acushnet qui appareille pour le Pacifique. En juillet 1842, alors que le bateau fait relâche à Nuku Hiva, il déserte le navire avec un compagnon, Richard Tobbias Greene, Ils séjournent chez les Taïpis. Trois semaines plus tard, ayant regagné la côte, Melville s'engage sur le baleinier australien Lucy Ann partant pour Tahiti. À la fin de 1844, poussé par sa sœur Augusta, Herman Melville écrit le récit de ses aventures sur l'île dans son roman autobiographique Taïpi paru en 1846.
L'ethnologue français Edmond Ginoux de la Coche, né en 1811, a publié dans la revue de la comtesse Marie de Solms Les Matinées d'Aix le récit intitulé Le Collier d'Anao qui se passe aux Marquises, dans l'Île de « Noukou-Hiva » vers 1848. « Une très jeune « kanaque », qui, par amour pour un officier français, a marché sur un lieu tabou, doit boire un poison mortel. À l'époque, on ne connaît aucun antidote ! »
Jules Verne en fait mention dans Vingt mille lieues sous les mers (sous l'orthographe Nouka-Hiva) lors du voyage du professeur Aronnax à bord du Nautilus.
Pierre Loti, dans son ouvrage Le Mariage de Loti (1878) y fait séjourner son personnage Loti.
Nuku Hiva, et en particulier son annexion par les Français au milieu du XIXe siècle, est le sujet du roman La Part du requin de Serge Legrand-Vall.